# Famille Guicciardini
Pour les articles homonymes, voir Guicciardini.
La famille Guicciardini est l'une des familles florentines de l'histoire politique et sociale de la ville, à partir de la fin du Moyen Âge.
L'un des premiers représentants connus est Guicciardino Guicciardini (it), le père de Tuccio Guicciardini (it), un riche marchand qui a inauguré la série d'hommes politiques de la famille au début du XIVe siècle. Au total, la famille comptait seize gonfalonniers de justice et quarante-huit prieurs.

## Personnalités
- Francesco Guicciardini, dit François Guichardin (1483-1540), historien, philosophe, diplomate et homme politique florentin[3].
- Lodovico Guicciardini ou Louis Guichardin (1521-1589), écrivain, historien, géographe et mathématicien italien.
- Francesco Guicciardini (1851-1915), homme politique.

## Résidences
- Château de Poppiano
- Palazzo Guicciardini
- Palazzo Bardi-Guicciardini